# Třebenice (Vysočina)
Třebenice è un comune ceco situato nel distretto di Třebíč, nella regione di Vysočina.